# 霍略塔山 (皮爾皮查卡區)
13°15′21″S 74°53′42″W / 13.25583°S 74.89500°W
霍略塔山（Qulluta），是秘魯的山峰，位於該國中部萬卡韋利卡大區，由瓦伊塔拉省的皮爾皮查卡區負責管轄，屬於安地斯山脈的一部分，海拔高度4,908米。